# Infinity (wargame)
Infinity è un wargame tridimensionale ad ambientazione scientifica, di ispirazione cyberpunk, prodotto dalla spagnola Corvus Belli. Ambientato all'incirca 175 anni avanti nel futuro, permette ai giocatori di ingaggiare piccoli scontri e schermaglie tra gruppi di miniature in scala 28mm, utilizzando un sistema di ordini molto flessibile, permettendo ad ogni giocatore di reagire alle azioni nemiche durante il turno dell'avversario. Nel gioco sono anche presenti notevoli influenze anime/manga.

## Background

### Setting
In un tempo di circa 175 anni nel futuro, l'umanità ha, tramite l'uso di wormhole, effettuato con successo viaggi spaziali utilizzati per recarsi e colonizzare, mondi lontani, consentendo finalmente all'umanità di risiedere su 11 sistemi stellari separati in totale. Amministrato da un sistema internazionale conosciuto come 'O-12', e assistito da un onnipresente Intelligenza Artificiale (conosciuto semplicemente come 'Aleph'), lo spazio conosciuto del genere umano (denominato 'Human Sphere') si espande di giorno in giorno.
Tuttavia, anche con tali progressi, i tempi sono raramente pacifici, l'umanità è ancora una volta divisa in fazioni diverse, determinate da culture antiche e recenti inimicizie. La necessità di spazio, risorse, potere, o addirittura la sopravvivenza è alla base del conflitto tra le civiltà umane. A peggiorare le cose, ci sono stati sempre più notizie di una grande forza di invasione aliena ed ostile, costituita da una moltitudine di specie controllate da una forma antica e altamente avanzata di intelligenza artificiale, che si avvicina alla sfera umana. Già una forza di esplorazione degli alieni ha istituito un punto d'appoggio per lo spazio umano, e resiste a tutti i tentativi di eliminarla.
Il tempo per la guerra sta ancora una volta cominciando.

### Sfera umana
Gli 11 sistemi della sfera umana, è per lo più suddiviso in zone diverse controllate da diverse fazioni umane. Mentre alcuni sono condivisi o sotto la giurisdizione della O-12, la maggior parte dei sistemi sono direttamente controllati da poteri diversi. Il wormhole (viaggio tra i sistemi) avviene mediante l'utilizzo di enormi navi commerciali che utilizzano appunto i wormhole, in genere si spostano in un modello circolare intorno alla sfera umana. Tali navi, note come 'rotte circolari', viaggiano tra sistemi diversi, permettendo il contatto e gli scambi tra l'umanità.
Gli 11 sistemi includono (in nessun ordine particolare):
- Earth
- Neoterra
- Acontecimento
- Varuna
- Yu Jing
- Bourak
- Concilium
- Svalarheima
- Paradiso
- Human's Edge
- Amanecer (Dawn)

#### O-12
O-12, una potenza internazionale, un'organizzazione molto grande, si erge sopra tutto questo per mantenere la pace e l'ordine. Si occupa di tutti i compiti di carattere sovra-statali, come la manutenzione e la vigilanza di ALEPH, l'Intelligenza Artificiale dell'umanità, responsabile per la gestione delle informazioni e delle infrastrutture dei sistemi di grandi dimensioni. ALEPH, frutto della quantronics più avanzata (elettronica in uno stato quantistico), è uno strumento fondamentale per il progresso e lo sviluppo della sfera umana.
Un altro compito per 0-12 è il controllo delle Rotte Circolari, i percorsi delle enormi navi da carico capaci di attraversare i wormhole che collegano i diversi sistemi stellari. Le Circolari seguono percorsi fissi da un sistema all'altro, raccogliendo altre navi, merci e passeggeri e mantenendo il flusso del commercio in tutta la sfera umana.

#### Tecnologie
La rete dati della sfera, Cyberspazio, lo spazio virtuale in cui le informazioni viaggiano e vengono memorizzati, è noto come Maya. Casa di ALEPH, attraverso Maya si può navigare alla ricerca di informazioni e intrattenimento. L'industria del tempo libero è centralizzata in questa rete, dove si può godere di cinema, musica, sport, arti e ogni tipo di divertimento e di intrattenimento. Al momento lo sport più in voga il contatto estremo è "Aristia!", un circuito ad alto livello di duelli e combattimenti armati.
La medicina più avanzata permette sì capricci come "Aristia!", ma anche l'allungamento della vita e in combinazione con la tecnologia migliore e più costoso, praticamente garantire l'immortalità.
Il Cubo, molto comune nel settore, è un "cervello" composto da un sofisticato impianto di wetware ed un microprocessore quantronico biotecnologico, in cui è possibile registrare i ricordi e la personalità dei suoi vettori. Una volta morti - e grazie alla sintesi di "Seta", un potente farmaco sviluppato dai chimici haqqislamisti - il Cubo può essere impiantato in un Lhost, adattato ad un corpo biosintetico clonato. Il processo che consente la rianimazione di quelle memorizzate dai Cubi è molto costoso a causa del prezzo elevato della "Seta", che è monopolio esclusivo di Haqqislam. Inoltre, le istituzioni che regolano la resurrezione - le organizzazioni religiose in PanOceania o il partito in Yu Jing, per esempio - rilasciano le licenze a pochi, ovvero esclusivamente per coloro che dimostrano il loro valore personale come membri della società.
La combinazione di tecnologia avanzata biogenica e Cubi sperimentale, insieme alla grande capacità di calcolo di ALEPH, ha permesso lo sviluppo della denominata "Ricreazione", Lhosts sofisticata che effettuano simulazioni fedeli della personalità di importanti figure storiche. Questi Ricreati, con talenti adattata ai tempi attuali, il lavoro di diplomatici, soldati, comunicatori o artisti, sono dati in prestito da ALEPH a chi li richiede e finanzia la loro creazione.
Allo stato attuale, il comlog è diventato un elemento indispensabile per qualsiasi cittadino. In effetti è così pervasivo che alcune persone rimuovendo il Comlogs per viaggiare ad Ariadna (ciò è richiesto dalla legge) hanno avuto crolli psicotici. Il Comlog permette di accedere a MAYA, di comunicare, di ricercare e di lavorare.

## Le fazioni

### Panoramica
Molto prima del tempo presente, l'umanità si è divisa in varie fazioni (la maggior parte lungo le linee politico-culturale) a causa di vari motivi. I tre poteri che si sono così formati sulla Terra sono stati: PanOceania, Yu Jing e Haqqislam. Non appena l'umanità ha raggiunto sistemi più vivibili durante le prime fasi di espansione della sfera umana, questi ultimi sono stati divisi tra le Potenze, e le porzioni risultanti sono dovute direttamente ai punti di forza militare dei concorrenti, anche se alcuni sistemi sono finiti sotto un controllo congiunto con l'O-12. La formazione successiva di Aleph, alleggerendo il carico di governo per ogni potere, hanno portato molti cittadini a sentirsi insoddisfatti in tutte e tre le macro-nazioni. Queste persone alla fine hanno scelto la propria strada, lontano dall'influenza di Aleph, e sono andate a vivere tra le stelle in tre titaniche astronavi-colonie. Così si è formata la fazione nota come i Nomadi. Negli anni precedenti la data corrente, la scoperta del sistema dell'ultima stella nota, Alba, ha portato una scoperta sorprendente, poiché in esso, sono stati ritrovati i discendenti di una nave-colonia che si pensava finita dispersa molto tempo fa. La lunga separazione dal resto dell'umanità e l'isolamento prolungato sul pianeta Araidnes ha fatto dei coloni un popolo forte, ma un tecnologicamente arretrato, formando la fazione Ariadna, che lotta per non essere assimilata dalle altre potenze. Come le cinque fazioni umane continuano a combattere tra di loro, una minaccia aliena si sta facendo strada nello Spazio Umano, ma l'Armata Combinata ha finora resistito a tutti i tentativi di essere cacciata.
Infinity comprende attualmente 7 principali fazioni, più i mercenari. Ogni fazione umana proviene da una certa cultura di fondo sulla Terra e di tutte le fazioni hanno alcuni vantaggi e svantaggi unici per ciascuna di esse, mentre l'Armata combinata è una lega di differenti razze extra-umane.

#### PanOceania
PanOceania, abbreviato come 'PanO', è attualmente (con un piccolo margine), la fazione più potente dell'uomo nella sfera umana, uno dei due con peso significativo. Trattandosi di un'unione tra l'India, le nazioni dell'Oceania, e molte altre ex-colonie occidentali, Pano sono salite alla ribalta dopo il crollo del blocco nordamericano-UE a causa dell'incidente Aurora. Mentre molte nazioni occidentali contemporanee non sono presenti in Pano, molte delle loro influenze sono evidenti nelle nazioni che costituiscono Pano. Il pensiero occidentale, la religione (il cristianesimo), e le tecnologie hanno lasciato il loro segno su Pano, il che rende l'aspetto dominante della cultura Pano '. Anche così, tuttavia, ci sono molte altre culture esistenti in Pano (l'Induismo è un notevole esempio) co-esistente con l'altro. Mentre Pano ha molto da essere contento, detiene il controllo del maggiore territorio nella sfera umana, esiste tuttavia un lato oscuro di essa. Pur essendo un modello culturale 'melting pot', ci sono molte differenze insormontabili tra i suoi popoli, molte delle quali aggravata da un hall-based sistema democratico che favorisce le maggiori fazioni antagoniste (soprattutto la Chiesa). E come i loro antenati spirituali-ideologici, Pano è solo troppo felice, data la possibilità, di utilizzare il suo potente esercito per ottenere ciò che desiderano da altre fazioni, dato che a parole non riescono a 'convincereli' altrimenti ...

#### Yu Jing
Yu Jing, come Pano, è una delle due fazioni con significativa influenza nella sfera umana. Si sono formati quando i territori dell'Asia orientale (come pure le parti del Nord e del Sud-est asiatico) sono stati (ri) unificata sotto una sola regola da parte della Cina, Yu Jing è stato una delle tre maggiori potenze formata in seguito all'incidente Aurora. A differenza di altre fazioni, i territori costituenti che compongono Yu Jing sono culturalmente simili / identici alla cultura dominante cinese, che ha influenzato la loro per millenni. Culturalmente unita e con una grande disciplina  , Yu Jing, malgrado le quote, è riuscito a fondere le tradizioni antiche e moderne tecnologie per creare una forza che tiene testa anche a quella di Pano, anche se molto resta ancora da migliorare. A differenza delle tattiche di forza bruta favorita dal Pano, Yu Jing preferisce l'uso della diplomazia e del regime attentamente pianificato che, se ascoltato, avrebbe dato loro tutto ciò di cui hanno bisogno senza combattere. Gli eserciti di Yu Jing sono spesso più che sufficienti per il compito. Tuttavia, il metodo utilizzato per promuovere la loro causa è l'intrigo,sia sulla Terra, i mondi binario capitale di Yu Jing , o su Svalarheima e il Paradiso,Yu Jing sa che si tratta di una questione di tempo prima che, raggiunga il primato e diventerà la forza dominante nella sfera umana ...

#### Haqqislam
Haqqislam, o 'New Islam' in arabo, è la terza delle fazioni formatesi dopo l'incidente Aurora. Un ramo dell'Islam, è stata fondata dal filosofo Farhad Khadivar, che ha proposto un'interpretazione radicalmente diversa dell'Islam, che si concentra quasi esclusivamente sull'acquisizione di conoscenze in combinazione con l'umanesimo. Questo finì per metterli in contrasto con gli altri rami dell'Islam, tanto che, quando i viaggi nello spazio sono stati resi possibili, i seguaci hanno scelto di stabilire la loro casa nel distante sistema a Bourak, lontano dal conflitto fratricida che ha inghiottito i loro fratelli musulmani. Con la loro enfasi sulla conoscenza umana, il popolo di Haqqislam gode di un vantaggio in tecnologie biologiche ed ambientali, rendendo le loro qualità di vita migliore di quella delle altre fazioni. La loro conoscenza specializzata ha dimostrato di essere una risorsa utile, consentendo loro una grande potenza mercantile (soprattutto a causa del loro monopolio attuale sulla "Seta") e gli specialisti migliori sono nei loro eserciti. Tuttavia, la loro specializzazione in tecnologie pacifiche li lascia un po'carenti in quelle di guerra, facendo sì che la loro influenza globale nella sfera umana sia limitata, anche se non sono affatto impotenti ...

#### Nomads
I nomadi, a differenza delle altre fazioni, si formarono tempo dopo l'incidente di Aurora, in un momento in cui i viaggi nello spazio erano diventati routine. Sono costituiti da ex cittadini di altre fazioni e le nazioni della Terra non allineati che hanno scelto di separarsi dal resto dell'umanità, dopo la creazione di Aleph. Aleph, mentre svolge un ruolo importante nella sfera umana, ha sviluppato una sua influenza pervasiva, rendendo queste persone interessate delle sue implicazioni. Piuttosto che sottomettersi ad essa, per un qualsiasi motivo, hanno scelto di lasciare il resto della sfera umana a bordo di tre astronavi separate, ciascuna con una struttura colossale in grado di sostenere un intero ecosistema. Composti di idealisti, elementi criminali e dissidenti, sono visti dagli altri popoli (e non senza una qualche ragione) come gli scarti dell'umanità, non legati dalle norme comuni che disciplinano il comportamento civile. Infatti, le loro società sono basate sulla libertà praticamente illimitata, con tutte le conseguenze che ne derivano, solo a stento trattenute dalle "Forze di Sicurezza". Eccellenti commercianti a causa dei tagliagole locali, che spesso vendono i loro unici e / o proibiti servizi alle altre fazioni umane. Normalmente l'O-12 ne diffidava, a causa della loro 'incontrollabilità, ma essi si sono dimostrati indispensabili contro l'attacco in corso dell'Armata Combinata.

#### Ariadna
Ariadna, a differenza di tutte le altre fazioni umane, si è effettivamente formata prima dell'incidente Aurora, e allo stesso tempo sono ne stati fra i più colpiti. Il nome deriva dalla nave-colonia, prima del suo genere, che viaggiò con successo attraverso un wormhole fino al lontano sistema stellare conosciuto come 'Dawn'. Una volta stabilitisi lì, sarebbero dovuto essere raggiunti da altri coloni della nave successiva, l'Aurora, ma prima che essa potesse passare il wormhole, quest'ultimo crollò e isolò gli Ariadna su Dawn. Mentre l'incidente portò a grandi cambiamenti sulla Terra, agli Araidna causò il loro isolamento dal resto della civiltà, fino alla loro riscoperta alcuni decenni più tardi. Nel tempo che precede la precedette, i coloni caddero in un'"internazionale" guerra civile, che ha infine portato il gruppo di "Cosacchi" (ex-unità militari Kazake) a perdere il controllo delle redini del potere. La loro abilità di combattimento non furono però dimenticate, poiché il pianeta si era dimostrato ostile. Quando finalmente furono ritrovati, le risorse del ricco pianeta e la debolezza tecnologica si dimostrarono un allettante bersaglio per lo sfruttamento, soprattutto da parte dei PanO, anche se i tentativi di conquista si dimostrarono finora in gran parte inutili. Attualmente, il popolo ariadna è felice di poter nuovamente effettuare scambi con la Sfera Umana, ma allo stesso tempo è ferocemente attaccata alla propria indipendenza.

#### Combined Army
L'Armata Combinata (CA), composta da una miriade di razze aliene sotto il controllo dell'Intelligenza Evoluta (EI), una IA più avanzata anche di Aleph, fu contattata inizialmente pochi anni prima oggi... quando all'improvviso invasero il sistema planetario di Paradiso. Di origine sconosciuta, la EI si pensa abbia soggiogato molte altre civiltà aliene sconosciute all'uomo, distruggendone molte e reclutandone altre, in un esercito che conquista crescenti domini nello spazio. Casualmente una spedizione CA entrò in contatto con la sfera umana... e prontamente le dichiarò guerra. Finora, i tentativi dell'uomo di espellere la loro presenza non sono riusciti, grazie alle loro tecnologie superiori ed esotiche e alla fisiologia stessa della CA, e la loro presenza sta lentamente crescendo di giorno in giorno.

## Riassunto delle regole e dinamiche di gioco

### Caratteristiche delle unità
Le unità si dividono in varie classi:
- Fanteria leggera;
- Fanteria media, meglio armata e equipaggiata;
- Fanteria pesante, le truppe di sfondamento dotate di armature potenziate;
- Schermagliatori, di solito infiltratori o cecchini dotati di dispositivi di mimetizzazione;
- Warbands, unità economiche da corto raggio, dotate di granate fumogene;
- Remoti o droni, unità meccanizzate semi-automatiche, fragili ma dotate di molti sensori e abilità/armamenti specifici (versioni sentinella, lanciamissili teleguidato, puntatore/rilevatore, ripetitore per hacker)
- TAG, armature da combattimento, veloci e corazzate, quasi dei piccoli veicoli.

I profili e le opzioni associate alle varie unità sono quasi standard, come pure le armi, e le differenze tra gli eserciti sono sottili ma significative; Armi principali:
- Fucile, efficace a 16-24";
- HMG o mitragliatrice pesante, più potente del fucile e efficace a 32-48";
- Sniper Rifle, meno colpi dell'HMG, ma spesso combinato con munizioni speciali o abilità;

Abilità principali:
- Aviolancio, permette di paracadutarsi dietro al nemico;
- Mimetizzazione, rende bersagli più difficili per il nemico;
- Visori per migliorare la precisione o vedere attraverso fumo e mimetizzazioni;
- Hacker, permette di immobilizzare fanterie pesanti, remoti e TAG nemici;
- Medico, ingegnere: permettono rispettivamente di guarire e riparare le tue unità;

### Costruzione della squadra
Come in altri wargame tridimensionali, i giocatori assemblano e dipingono i loro gruppi di combattimento composti da svariate miniature. Essendo un gioco di schermaglie, un numero relativamente ridotto di modelli è richiesto per giocare (in media tra 7 e 15, ), naturalmente esistono delle limitazioni nella composizione della propria squadra, che consistono in: 
- un limite massimo di "punti armata", stabilito prima della partita (ogni modello ha un costo in punti, proporzionale alla propria efficacia sul campo, che varia da 10 per il fuciliere, a 40 circa per un fante in armatura potenziata, a 100 per un'armatura da combattimento (TAG) ;
- un limite di "punti armi speciali" (SWC) pari a 1 ogni 50 dei punti armata, che serve a limitare l'uso indiscriminato di armi pesanti e equipaggiamenti particolari (di solito per ogni unità esiste una versione base a 0 SWC e versioni con vari equipaggiamenti, mitra pesanti, fucili da cecchino, medipack e quant'altro, con un costo SWC variabile da 0,5 a 2);
- un limite al numero massimo di modelli giocabili per ogni unità (disponibilità o AVA), le truppe di linea hanno AVA totale, cioè sono virtualmente illimitate, mentre gli specialisti sono limitati a 3, 2 o 1 a seconda del loro valore di AVA;

Vari eserciti possono presentare unità simili come caratteristiche ma con un costo differente (ad esempio certi droni che in PanOc hanno AVA 2 in Haqquislam hanno AVA 1, però i medici Haqq hanno un costo inferiore in SWC etc. ). Inoltre ogni squadra deve includere un modello che funga da tenente, il quale riceve un ordine in più, ma deve essere protetto perché la sua perdita disorienta la squadra fino alla nomina di un sostituto.

### Svolgimento del gioco
Il gioco è diviso in turni; ad ogni turno un giocatore si dice attivo ed agisce, mentre l'altro si dice reattivo e può solo reagire alle azioni del giocatore attivo; alla fine del turno il ruolo si inverte (oppure ruota in caso di partita a più giocatori). Il numero di azioni che il giocatore attivo può svolgere è dato dal numero di Ordini che ha a disposizione (in genere ogni miniatura che controlla fornisce un ordine)fino ad max di 10 +1 del tenente per gruppo (un gruppo è composto da max 10 miniature se si hanno più miniature si devono avere più gruppi ad esempio 2). Questi ordini possono essere spesi per far compiere delle azioni alle proprie miniature (con ogni ordine si può far muovere la miniatura e farle compiere un qualche altro tipo di azione, come sparare o piazzare mine ad esempio). È possibile spendere più ordini su una singola miniatura per farle compiere più azioni successive. Se però la miniatura attivata entra in contatto con miniature nemiche (cioè entra nel loro campo visivo di 180° o in altri casi particolari) queste ricevono la possibilità di reagire con un ordine di risposta automatica (ORA), simile ad un ordine normale ma leggermente meno efficace. Se, in seguito a questo, le due miniature scelgono azioni in conflitto (se cercano di spararsi a vicenda, o se una cerca di schivare la raffica dell'altra) l'evento è risolto con un tiro a confronto usando D20, altrimenti si hanno dei tiri semplici (un tiro semplice ha successo quando il risultato è inferiore all'Attributo sul quale si tira +- eventuali modificatori, per vincere un tiro a confronto bisogna che il tiro abbia successo e sia superiore a quello del nemico). La miniatura che vince il tiro a confronto ha successo a discapito del nemico (es riesce a buttarsi a terra prima che il nemico la colpisca con una raffica.
La caratteristica più interessante del gioco è che per vincere i giocatori sono naturalmente portati ad applicare tattiche particolari a tenere conto delle coperture, pensare bene ad ogni movimento e a quale azione svolgere, oltre che l'avversario deve stare attento a come svolgere i suoi ORA

## Riferimenti
Il regolamento è distribuito gratuitamente in pdf dalla stessa Corvus Belli sul sito Ufficiale